# The Greatest Beer Run Ever
Pour plus de détails, voir Fiche technique et Distribution.
The Greatest Beer Run Ever est un film américain réalisé par Peter Farrelly et sorti  en septembre 2022 sur Apple TV+. Il s'agit d'une adaptation de l'autobiographie du même nom de Joanna Molloy et John "Chickie" Donohue et centrée sur la vie de John "Chickie" Donohue, vétéran du corps des Marines, qui a passé plusieurs semaines au Viêt Nam pour aider des soldats au front.
Le film a été présenté en avant-première au festival international du film de Toronto 2022 avant sa diffusion mondiale sur la plateforme Apple TV+.

## Synopsis
En 1967, John Donohue — surnommé Chickie — est un vétéran du corps des Marines. Âgé de 26 ans, il travaille aujourd'hui dans la marine marchande. Un soir, dans un bar de New York, il discute avec des hommes ayant perdu des proches durant la guerre du Viêt Nam. De plus, le pays est en pleines manifestations contre ce conflit. L'un des hommes du bar lance alors une idée que certains pourraient trouver absurde : l'un d'entre eux devrait se faufiler au Viêt Nam pour retrouver ses anciens « frères d'arme » pour leur communiquer des messages de soutien, des rires ou encore de la bière. Chickie se porte volontaire pour cette « mission ». Il embarque alors dans un bateau pour le Viêt Nam, le sac à dos rempli de bière américaine. Il arrive à Quy Nhơn en 1968. Il va se retrouver en plein cœur du conflit, notamment lors de l'attaque de l'ambassade des États-Unis à Saïgon lors de l'offensive du Tết.

## Fiche technique
Sauf indication contraire, les informations mentionnées dans cette section peuvent être confirmées par la base de données cinématographiques IMDb,  présente dans la section « Liens externes ».
- Titre original : The Greatest Beer Run Ever
- Réalisation : Peter Farrelly
- Scénario : Brian Hayes Currie, Peter Farrelly et Pete Jones
- Musique : Kris Bowers
- Direction artistique : Jeremy Woolsey
- Décors : Tim Galvin
- Costumes : Bao Tranchi
- Photographie : Sean Porter
- Montage : Patrick J. Don Vito
- Production : David Ellison, Dana Goldberg, Don Granger, Andrew Muscato et Jake Myers
- Sociétés de production : Living Films et Skydance Media
- Société de distribution : Apple TV+
- Budget : n/a
- Pays de production :  États-Unis
- Langue originale : anglais
- Format : couleur
- Genre : drame biographique, guerre
- Durée : 126 minutes
- Dates de sortie[1] :
  - Canada : septembre 2022 (festival de Toronto)
  - Monde : 30 septembre 2022 (sur Apple TV+)
- Classification[2] :
  - États-Unis : R

## Distribution
- Zac Efron (VF : Yoann Sover) : John « Chickie » Donohue
- Russell Crowe (VF : Emmanuel Jacomy) : Coates
- Bill Murray (VF : Bernard Métraux) : le colonel
- Jake Picking (en) : Rick Duggan
- Will Ropp (en) : Kevin McLoone
- Archie Renaux : Bobby Pappas
- Kyle Allen : Tommy Collins
- Ruby Ashbourne Serkis (en) : Christine
- Matt Cook : le lieutenant Habershaw
- Omari K. Chancellor : Erickson
- Will Hochman : Tommy Minogue
- Goya Robles : Almeida
- Kevin K. Tran : Oklahoma

## Production

### Genèse et développement
En 2015, Andrew Muscato produit et réalise un court métrage documentaire intitulé The Greatest Beer Run Ever. Il est diffusé sur la chaîne YouTube de la marque de bières Pabst Blue Ribbon le 11 novembre 2015 (Veterans Day).
En avril 2019, Skydance Media acquiert les droits du livre The Greatest Beer Run Ever pour l'adapter au cinéma. Peter Farrelly rejoint alors le projet comme réalisateur et coscénariste. Il écrit le scénario avec Brian Currie et Pete Jones, qui avait travaillé avec lui sur son précédent film Green Book : Sur les routes du Sud (2018). David Ellison, Dana Goldberg et Don Granger sont annoncés à la production avec Andrew Muscato.

### Attribution des rôles
En juillet 2019, il est annoncé que Viggo Mortensen et Dylan O'Brien tiendront les rôles principaux,.
En mars 2021, il est annoncé qu'Apple TV+ a acquis les droits du film. Viggo Mortensen et Dylan O'Brien ne sont alors plus attachés au projet. Zac Efron et Russell Crowe sont alors en négociations pour reprendre leurs rôles. Bill Murray est évoqué dans un rôle secondaire. La présence de Zac Efron et Russell Crowe est confirmée en juillet 2021.
Jake Picking (en), Will Ropp (en), Archie Renaux et Kyle Allen rejoignent la distribution en septembre 2021. La présence de Bill Murray est officialisé en octobre. Ruby Ashbourne Serkis (en), Matt Cook, Omari K. Chancellor ou encore Will Hochman suivent le mois suivant.

### Tournage
Le tournage débute en septembre 2021. Il se déroule en Thaïlande (Bangkok, Chiang Dao, Ratchaburi, Hua Hin) et au New Jersey (North Bergen, Jersey City et Paterson),.